# 安科格爾峰
47°03′00″N 13°15′00″E / 47.05000°N 13.25000°E

安科格爾峰（德語：Ankogel），是奧地利的山峰，位於克恩頓州和薩爾茨堡州接壤的邊界，屬於安科格爾山脈的一部分，海拔高度3,252米，人類在1762年首次登上該山峰。